# STOLEN SONG
『STOLEN SONG』（ストールン・ソング）は、ギター演奏をモチーフとしたコンピュータゲーム。ソニー・コンピュータエンタテインメントからPlayStation版が、東芝EMIからWindows 95版が、それぞれ発売された。
ヴァーチャル・ミュージック社の音楽ゲーム『クエスト・フォー・フェイム』（en:Quest for Fame）とシステムを同じくしているが、同作がロック・バンドのエアロスミスを起用しているのに対し、本作のメインキャラクターは布袋寅泰である。
限定版には外部コントローラ「Vピック」が付属し、PlayStation版はコントローラ端子に、Windows 95版はシリアル端子に、それぞれ差しこんで使う。なおVピックがなくとも操作は可能。
ゲーム中は画面中央下部に「リズムEKG」（EKGは心電図の意）が表示され、この波に合わせてタイミングよくVピックを反応させて演奏する。一部楽曲は2人でのバンドモードで遊べ、この場合は一方のプレイヤーが上のリズムEKG（ギター）、もう一方のプレイヤーが下のリズムEKG（ドラム）に合わせて演奏することになる。
ゲーム発売前年の1996年に行われた、布袋寅泰のコンサートツアー「SPACE COWBOY TOUR」から、音源や映像が多数使用されている。また、布袋本人及び、同ツアーのメンバーであった辻剛、HIROSHI、中幸一郎も出演（富樫春生のみ出演していない）。当時の布袋のマネージャーやスタッフも、端役で登場している。

## 収録楽曲

### 布袋寅泰の楽曲
- RADIO! RADIO! RADIO!
  - バンドモードでの2人プレイが可能。
- CAPTAIN ROCK
- POISON
- I'M FREE
  - バンドモードでの2人プレイが可能。
- SERIOUS?
  - バンドモードでの2人プレイが可能。
- BOYS BE AMBITIOUS
- 命は燃やしつくすためのもの
- Fun3
  - 本作のための書き下ろし曲。インストゥルメンタルで、本作のストーリーにおいてカギを握る曲でもある。
  - 後にアルバム『B-SIDE RENDEZ-VOUS』にて、アレンジバージョンに相当する「FUN FUN FUN」が収録されている。

上記以外にも、タイトル画面の曲などゲームに使用された数曲は布袋が手がけている。

### その他楽曲
- ZINO'S TRACK
  - 布袋のプライベートスタジオで最初にレコーディングする曲。
- PROTO'S CHALLENGE
  - ギターショップでプロトと対決する際の曲。

## 関連商品
- STOLEN SONG SUPERGUIDE
ゲーム攻略本。1998年6月、エニックスより発売。ISBN 978-4870253124